# Salmineva-Piurukkajärvi
Salmineva-Piurukkajärvi este o arie protejată (arie specială de conservare — SAC, sit de importanță comunitară — SCI) din Finlanda întinsă pe o suprafață de 276 ha, integral pe uscat.

## Localizare
Centrul sitului Salmineva-Piurukkajärvi este situat la coordonatele 64°21′57″N 24°54′00″E / 64.3658°N 24.9°E.

## Înființare
Situl Salmineva-Piurukkajärvi a fost declarat sit de importanță comunitară în august 1998 pentru a proteja un număr necunoscut de specii din flora spontană și fauna sălbatică aflate în arealul zonei. Situl a fost protejat și ca arie specială de conservare în aprilie 2015.

## Biodiversitate
Situată în ecoregiunea boreală, aria protejată conține 4 habitate naturale: Lacuri și iazuri distrofice naturale, Turbării active, Turbării Aapa, Mlaștini împădurite.
La baza desemnării sitului se află un număr nedeclarat de specii protejate.